# ケチュア

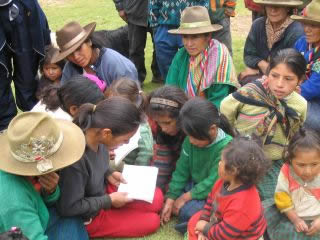
ケチュア人

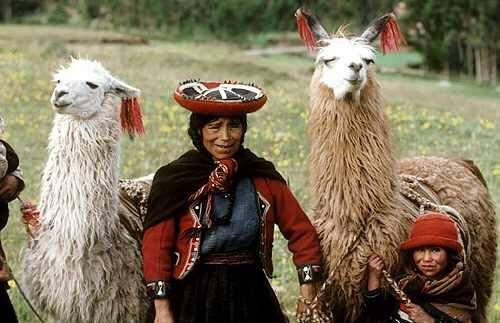
ケチュアの女性とリャマ

ケチュア（Quechua、またはQuichua）は、かつてインカ帝国（タワンティンスーユ）を興したことで知られる民族である。ペルー、エクアドル、ボリビア、チリ、コロンビア、アルゼンチンに居住する。

## 著名なケチュア人
- アタワルパ － インカ帝国被征服時の皇帝（『幸福な鶏』の意）
- トゥパク・アマル (初代) － インカ帝国最後の皇帝（『高貴なる大蛇』の意）
- ホセ・ガブリエル・コンドルカンキ（子孫） － 18世紀のペルーの抵抗者
- アタウアルパ・ユパンキ（子孫） － アルゼンチンのフォルクローレ歌手・作曲家

## 画像

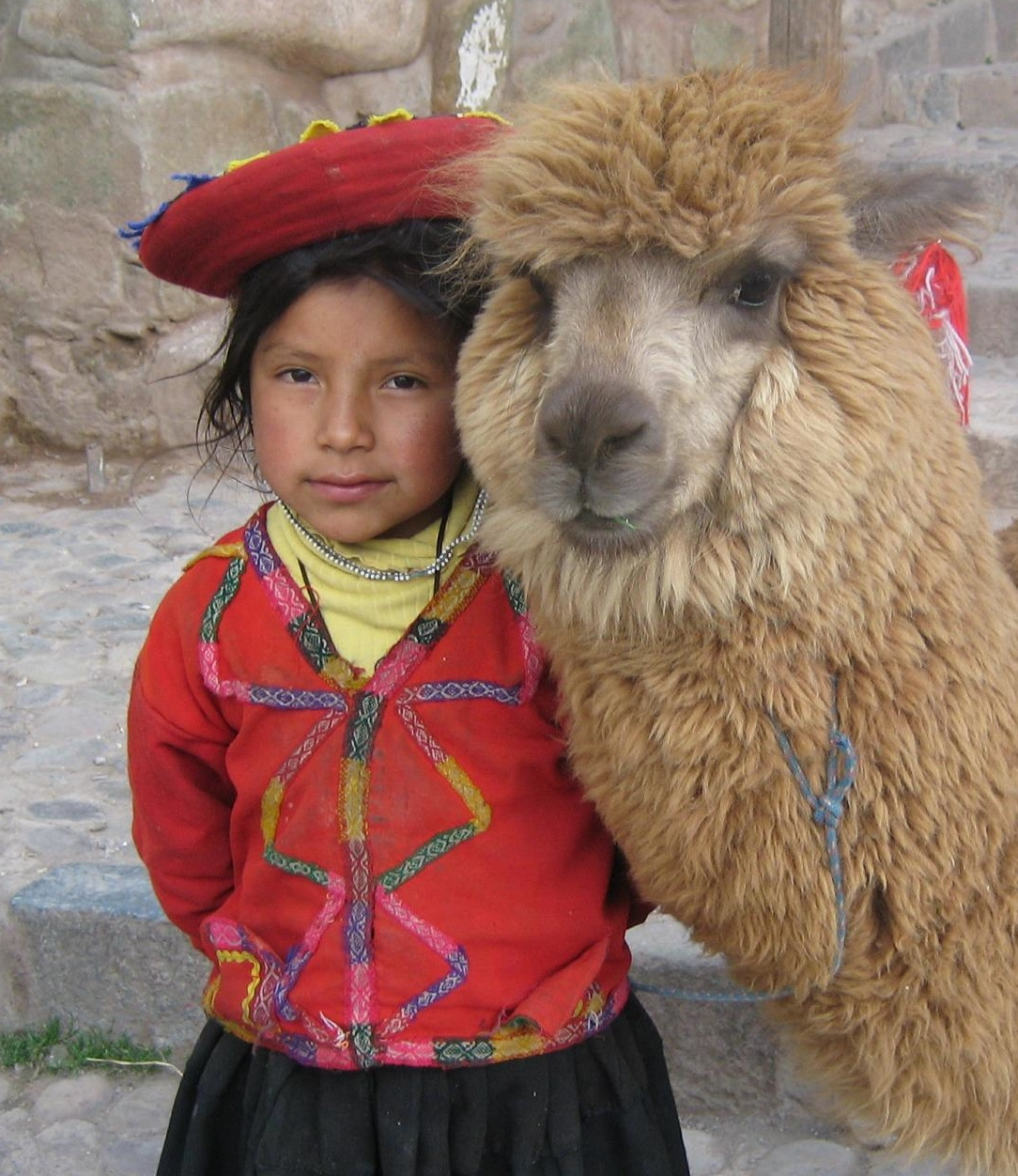
アルパカと少女
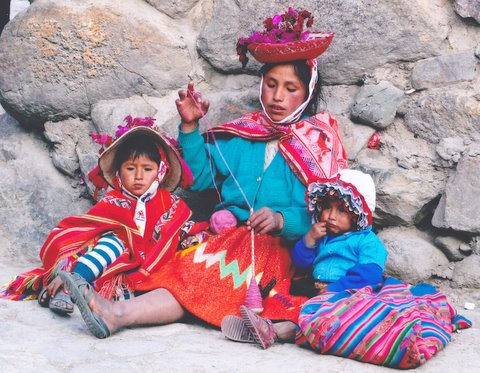
女性と娘たち
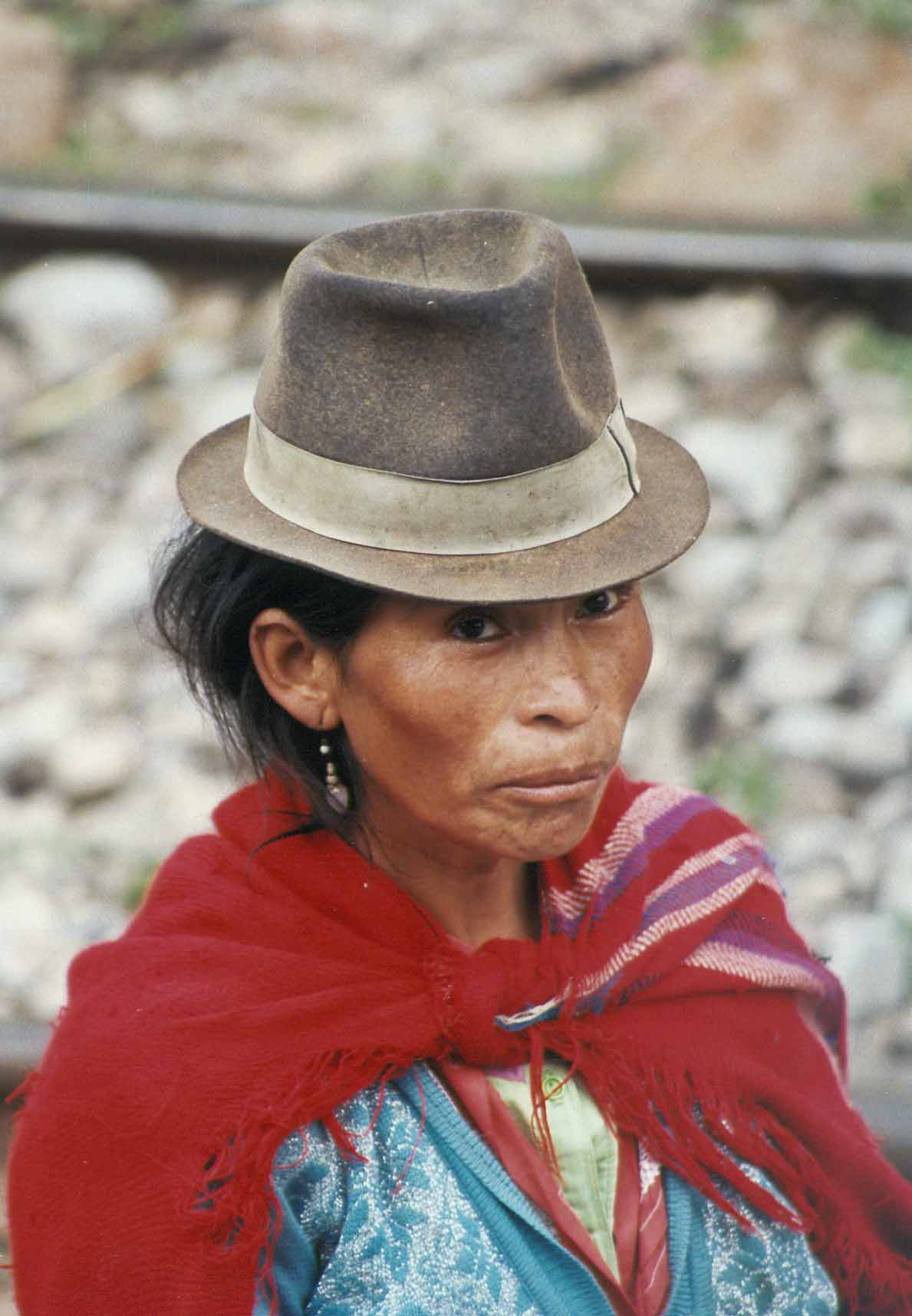
女性（エクアドル）
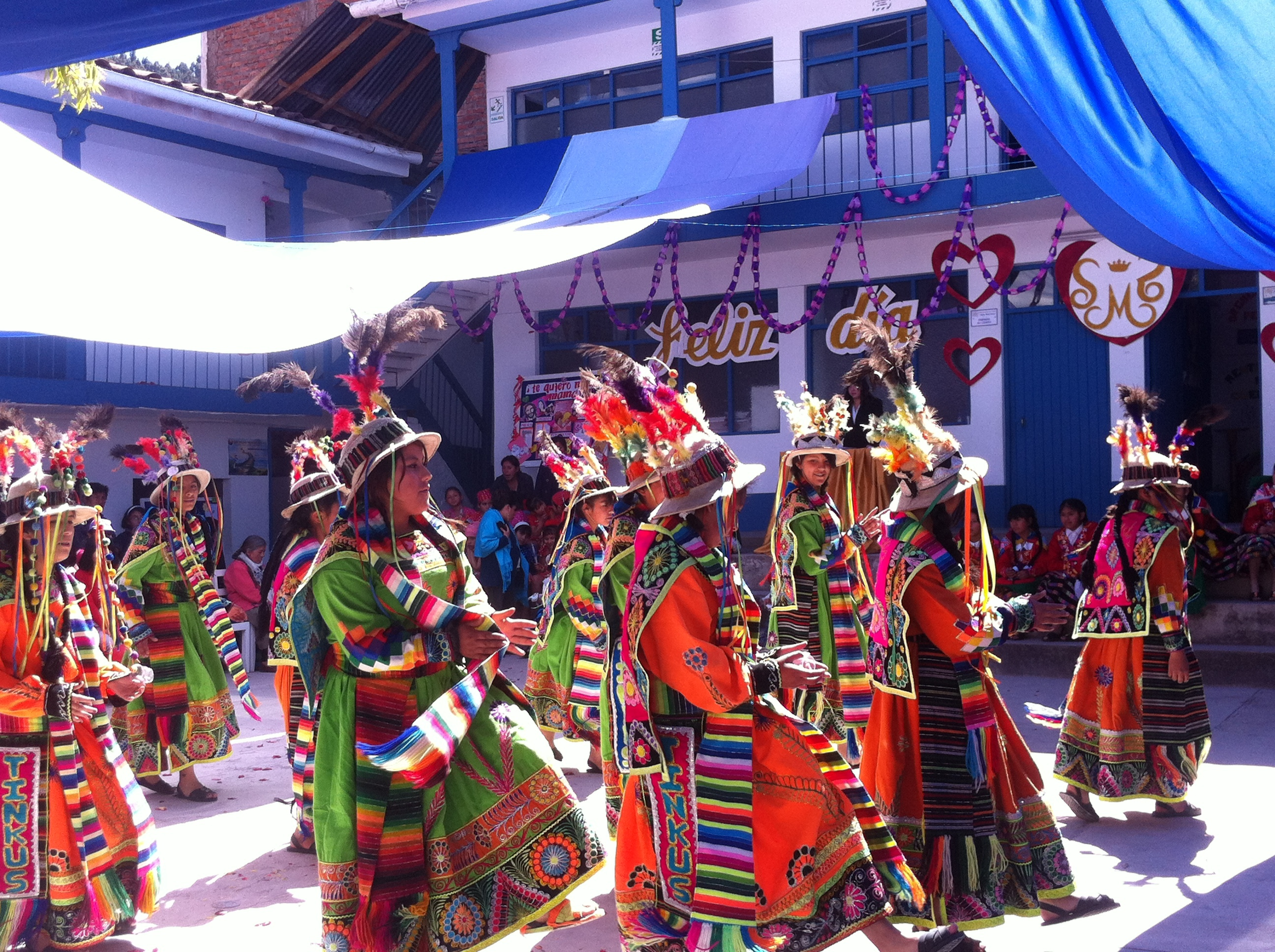
祭りの風景
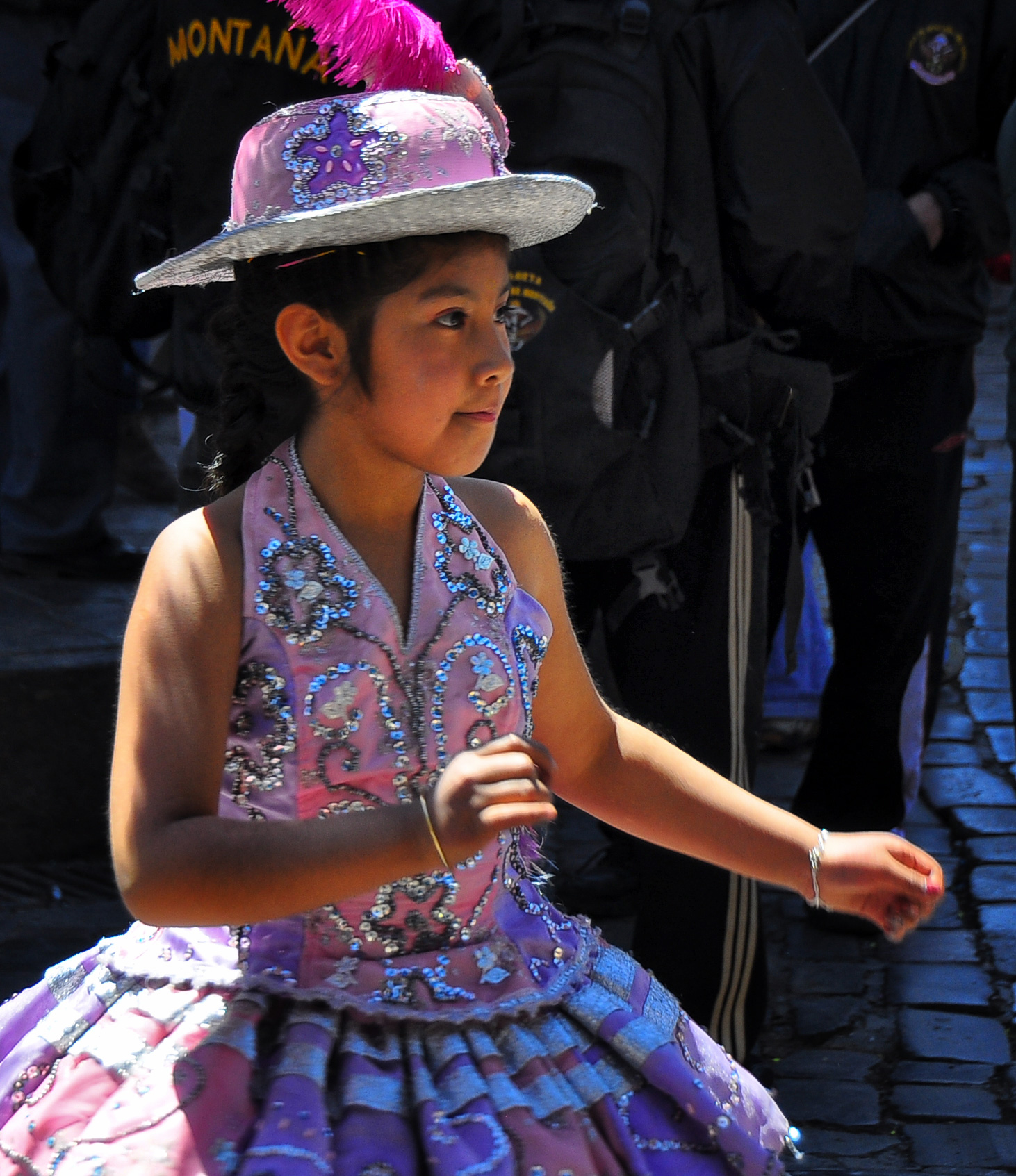
少女ダンサー